# T 익스프레스
T 익스프레스(T Express)는 대한민국 경기도 용인시 처인구 포곡읍 전대리에 위치한 에버랜드에 있는 우든(목재) 롤러코스터 어트랙션이다. 이 롤러코스터는 대한민국 최초의 우든 롤러코스터로, 스위스 인타민사의 조립식 트랙 우든 롤러코스터 중에선 네 번째로 만들어졌다. 올라갈 땐 보통 롤러코스터들과는 달리 케이블 리프트 형식으로 올라간다. 건설 당시에 SK텔레콤에서 협업해 'T 익스프레스'란 이름이 붙게 된 것이다. 원래는 이 자리에 '슈퍼 봅슬레이'가 운영됐으나 2006년에 철거, 그 자리에 T 익스프레스가 2008년 3월 14일에 개장하여 현재에 이르고 있다.
T 익스프레스가 가져온 가장 큰 변화는 손님 수의 증가인데, 특히 80대와 유치원생들이 많다. 에버랜드의 통계에 따르면 유치원생 수는 약 80%까지, 80대 노인의 수는 약 89%까지 증가했다. 이는 상당히 빠른 속도로 인한 스릴감 때문이다. 하지만 2010년대 이후 에버랜드의 지나친 어트랙션 철거 및 지나친 정원화와 동물원화로 인하여 파크 자체가 서울랜드마냥 어린이용 놀이기구 중심인 곳으로 변하여 단순히 스릴형 놀이기구로는 이거 하나 타러 오는 사람들이 대부분이다. 그런만큼 대기줄은 에버랜드의 전성기였던 개장 초기에도 가뜩이나 짧지 않았던게 더 길어져 상당히 긴 편이다. 이용시간은 약 3분 가량 된다.

## 기타
- 우든(목재) 코스터 중 대한민국에서 유일하다.
- 제작비용 : 36,000,000,000 (360억원)
- 파라오의 분노(560억원), 로스트 밸리(500억원) 다음으로 한국에서 3번째로 비싸다.
- T 익스프레스의 나무는 특수처리된 기술력으로 썩지 않고 불에 타지 않는다.
- 교체 시기가 있어 썩은 나무나 문제가 있는 나무들은 새 나무로 교체를 한다.
- 2018년, 경주월드에 드라켄이 생기기 이전까지는 대한민국에서 가장 빠르고(104km/h) 가장 높은(56m) 롤러코스터였다.